# スペースショット

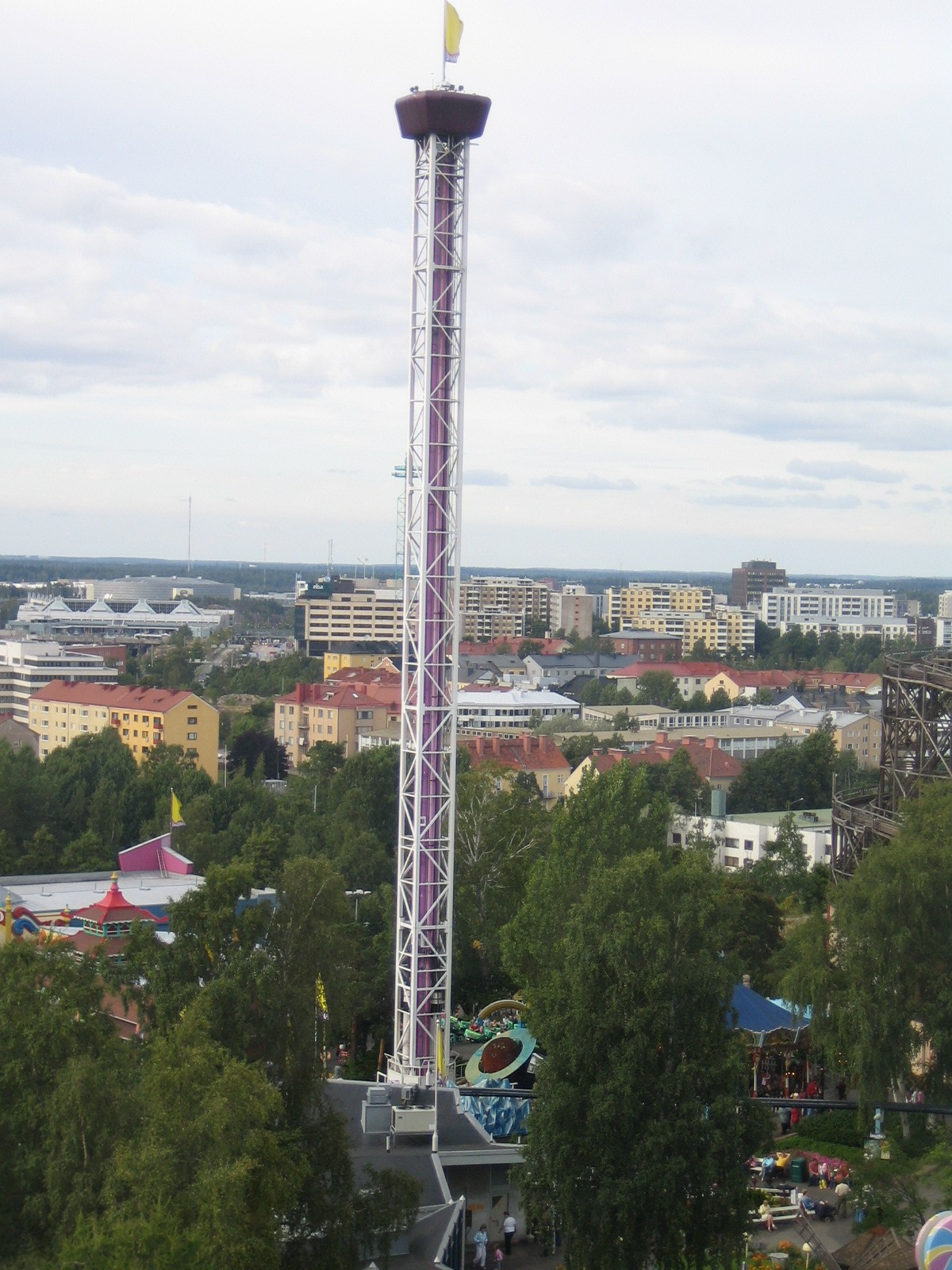
フィンランドのLinnanmäki遊園地のスペースショット

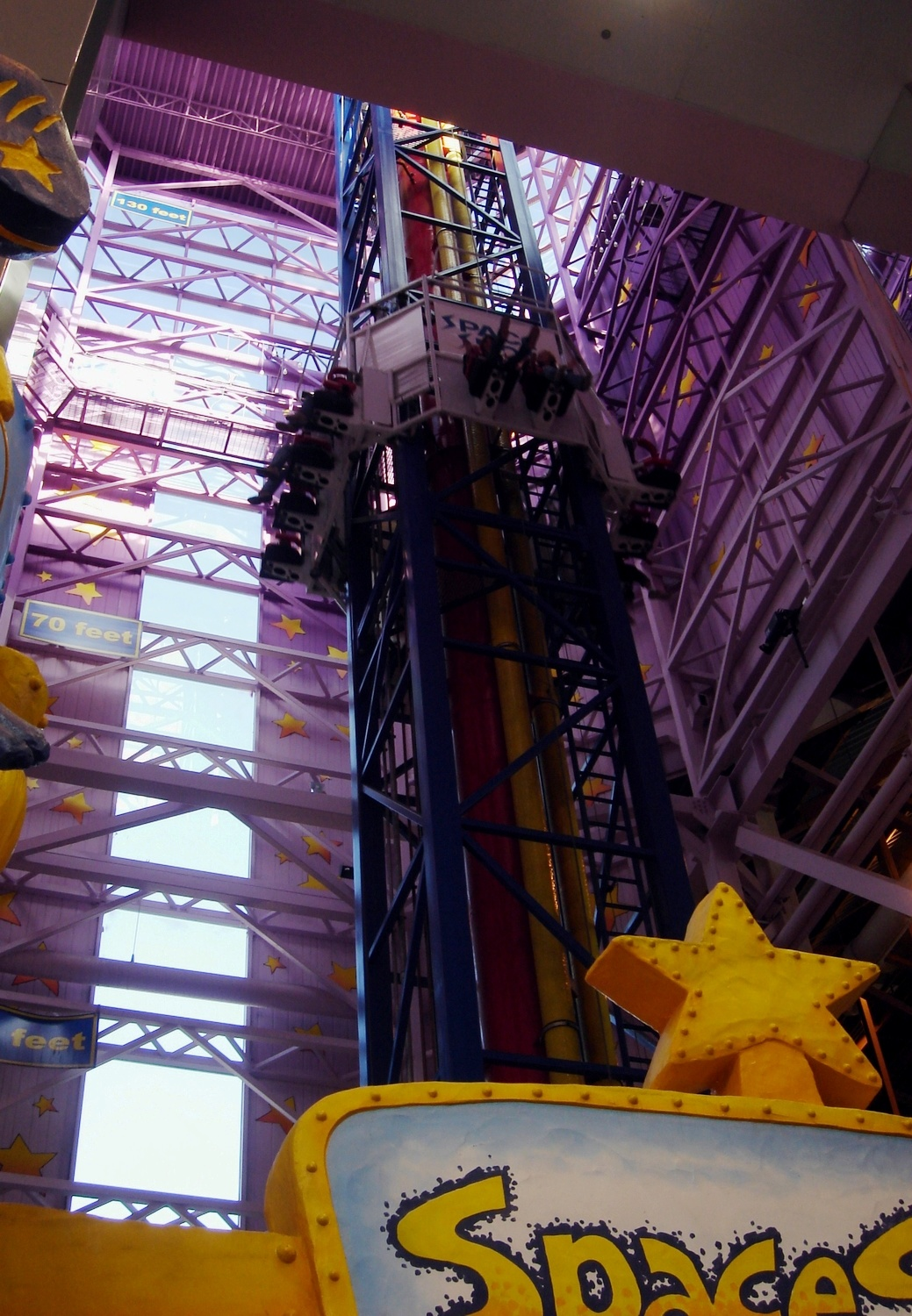
カナダのエドモントンにあるGalaxylandのスペースショット。これは屋内で最高のスペースショットで120 ftである。

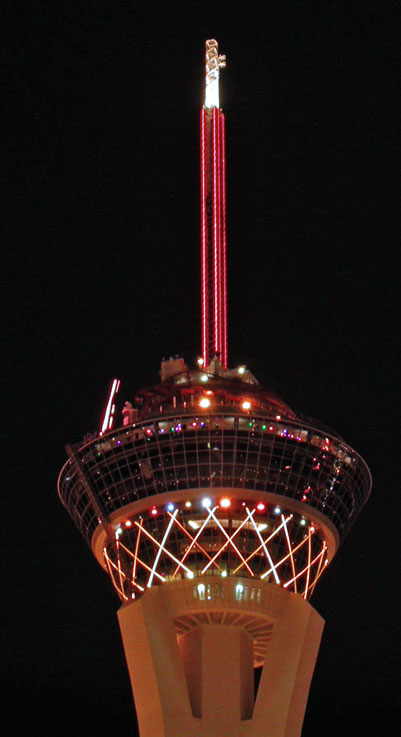
ラスベガスのストラトスフィアの最上部に位置するBig Shot

スペースショットとは、遊園地にあるタワー型垂直打ち上げ式アトラクション。フリーフォールとは異なり、高速で上昇するときの強いGを味わう。

## 概要
圧縮空気を使用して高速で座席を塔の上部まで持ち上げ、その後、下降する。これとは逆に、上部から強制落下させるものは「ターボドロップ」という。
世界で最も高いスペースショットはマドリッドのParque Warner Madridにある115mのLa Venganza del Enigmaである。

## 歴史
- 1996年（平成8年）3月28日、浅草花やしきと鈴鹿サーキットに日本で初めてオープン。
- 1997年（平成9年）4月27日、ナガシマスパーランドでオープン。高さ75mと日本一の高さを誇る。

## 仕様
- 速度: 毎時60マイル (毎時98km)
- 乗客数: 仕様にもよるが1度に12または16人
- 乗客の最低体重: 222ポンド
- 最大全乗客重量: 2,500ポンド (1090kg)
- 最低乗客身長: 48インチ (1.22m)
- 搭乗時間: 50秒間
- 全高: 90 feet (28m)から300 feet (92m)以上まで様々
- 幅: 12座席の仕様では7 feet 6 インチ(2.28 m), 16座席の仕様では10 feet (3 m)
- 重量 (無人状態): 120,000ポンド (52,320 kg)

## 構造

内部の機構の模式図

塔の中央部に空気圧で作動するシリンダーがあり、そこに圧縮空気を高速で送り込む事で索で連結された座席が高速で上昇する。
搭乗位置で座席は塔の基部にあり、ピストンはシリンダの上部に位置する。搭乗後、シリンダ内に上部から適正な圧力の空気が供給されてピストンが下降することにより、巻き上げられた座席は地上を離れ、塔の上部まで上昇する。次に上昇時とは逆の方向に圧縮空気を供給する事で座席は高速で降下する。
シリンダ内の空気が放出されると座席は下がり、ピストンはシリンダの上部に戻り座席は搭乗位置に戻る。シリンダ内の空気が圧縮、膨張することで座席の弾力は数倍になる。それぞれの弾力は空気がシリンダの上部から放出されると小さくなり、座席は搭乗位置に戻る。
以下に搭乗の一連の流れを示す:

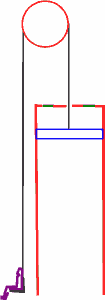
搭乗位置の座席とピストン
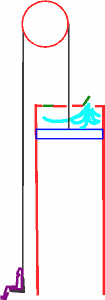
シリンダに圧縮空気を注入
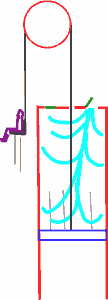
ピストンが降下して座席が巻き上げられる
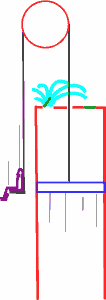
空気がシリンダの上部から放出されると座席が降下してピストンが巻き上げられる
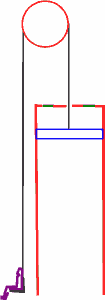
シリンダとピストンが搭乗位置に戻る